# Brian Roberts
Brian Roberts é um jogador de basquetebol profissional que atualmente joga no Olympiacos Pireu da Euroliga e liga grega.

## Estatísticas na NBA
|  | Líder da liga |

### Temporada Regular
| Ano      | Equipe               | PJ  | PT | MPJ  | AP   | 3P   | LL   | RT  | AS  | BR  | TO  | PPJ |
| -------- | -------------------- | --- | -- | ---- | ---- | ---- | ---- | --- | --- | --- | --- | --- |
| 2012-13  | New Orleans Hornets  | 78  | 5  | 17.0 | .417 | .386 | .909 | 1.2 | 2.8 | 0.5 | 0.0 | 7.1 |
| 2013-14  | New Orleans Pelicans | 72  | 42 | 23.2 | .420 | .360 | .940 | 1.9 | 3.3 | 0.6 | 0.1 | 9.4 |
| Carreira |                      | 150 | 47 | 19.9 | .418 | .372 | .929 | 1.6 | 3.0 | 0.5 | 0.1 | 8.2 |